# Richard Gorter
Richard Gorter, gebürtig Richard Kohn (* 20. Juni 1875 in München, Deutsches Reich; † 21. Januar 1943 in Kochel am See, Deutsches Reich), war ein deutscher Theaterschauspieler, Theaterregisseur, Theaterintendant und Bühnenautor.

## Leben und Wirken
Richard Kohn, Sohn des Münchner Kaufmanns Josef Kohn und seiner Frau Lucie, geb. Gutmann, nahm nach dem frühen Tod seines Vaters den Nachnamen seines Stiefvaters Onno Goße Gorter an. Er erhielt seine künstlerische Ausbildung in seiner Heimatstadt München bei Wilhelm Schneider und spielte 1896 erste Theaterrollen. Sein Aufstieg begann mit dem Wechsel ins Charakterfach, das er ab 1902 am Theater in Liegnitz (Niederschlesien) ausfüllte. Es folgten Verpflichtungen u. a. an die Spielstätten von Görlitz, Stettin, Graz und Hannover. 
Noch vor dem Ersten Weltkrieg konnte Gorter als gastierender Künstler – man sah ihn mit Leopold Jessner an der Hamburger Volksbühne und mit Tilly und Frank Wedekind an den Münchner Kammerspielen – auch erstmals Regie führen. Zu seinen frühen Theaterrollen zählen unter anderem der Osvald in Ibsens Gespenster, der Dusterer in Anzengrubers Volksstück Der Gwissenswurm, der Mephisto in Goethes Faust, der Graf Trast in Sudermanns Die Ehre und der Willy Janikow in Sodoms Ende aus der Feder desselben Autors sowie in mehreren Shakespeare-Rollen: Richard III., Hamlet sowie als Jago (in Othello) und als Shylock (in Der Kaufmann von Venedig). Im Juli 1907 hatte Gorter in Rosenheim die Wienerin Wally Aloysia Ivanossich geheiratet. 
1913 ging Richard Gorter an das Breslauer Lobe-Theater und übernahm zwei Jahre später die Leitung sowohl dieses als auch des Breslauer Thalia-Theaters. In dieser Doppelfunktion wurde er nebenbei ein Förderer des Schauspiel-Debütanten Heinz Rühmann, der unter Gorters Intendanz 1920 sein erstes Festengagement antrat. Gorters Spielplan sah neben Komödien und Klassikern vor allem Stücke des ihm aus früherer gemeinsamer Theatertätigkeit wohlbekannten Frank Wedekind vor, darunter Die Büchse der Pandora und Schloß Wetterstein. Nachweisbar elf Wedekind-Stücke in 155 Aufführungen konnte man unter Gorters Leitung in Breslau in den Jahren 1915 bis 1921 sehen.
Schließlich erreichte Gorter Berlin, wo er ab dem Herbst 1922 Konzessionär des Central-Theaters war, das zunächst von Hans José Rehfisch und Erwin Piscator, sodann von Alfred und Fritz Rotter unterhalten wurde. Im Herbst 1923 erlosch Gorters Konzession für das Central-Theater. Wenige Monate nach der Scheidung von seiner ersten Frau Wally heiratete Gorter im November 1924 in München Friederike Geyer, eine Studentin der Musikhochschule München, die aus Kochel am See stammte. Sie lebten mehrere Jahre in Eisenach, wo Gorter Theaterleiter war. Ende der 1920er Jahre wirkte Gorter als Direktor des Neuen Theater am Zoo in Berlin. 
Nach der Machtübertragung auf die NSDAP wurde Gorter seines Amtes enthoben und konnte nicht mehr am Theater arbeiten. Gorter zog sich in den oberbayerischen Geburtsort seiner Frau zurück und verfasste mehrere Schauspiele. Nach dem Beginn des Zweiten Weltkriegs musste Gorter in München Zwangsarbeit leisten. Im Januar 1943 nahm er sich am Geburtsort seiner Frau das Leben. Gorter hinterließ zwei Söhne aus erster und zwei Söhne aus zweiter Ehe. 

## Weblink
- Kurzbiografie in: Heinz Rühmann: Der Schauspieler und sein Jahrhundert

| Personendaten    | Personendaten                                                   |
| ---------------- | --------------------------------------------------------------- |
| NAME             | Gorter, Richard                                                 |
| ALTERNATIVNAMEN  | Kohn, Richard (wirklicher Name)                                 |
| KURZBESCHREIBUNG | deutscher Bühnenschauspieler und -regisseur sowie Theaterleiter |
| GEBURTSDATUM     | 20. Juni 1875                                                   |
| GEBURTSORT       | München, Deutsches Reich                                        |
| STERBEDATUM      | 21. Januar 1943                                                 |
| STERBEORT        | Kochel am See, Deutsches Reich                                  |